# 프레아비헤아르주
프레아비헤아르주(크메르어: ព្រះវិហារ)는 캄보디아 북부에 위치한 주로, 주도는 프놈트벵메안체이이며 인구는 280,048명(2023년 기준), 면적은 13,788 km2, 인구밀도는 18명/km2이다. 주의 이름은 프레아 비헤아르 사원에서 유래된 이름이다. 태국, 라오스와 국경을 접한다.